# Lonstorfer
Die Lonstorfer waren im Wesentlichen ein Ministerialengeschlecht der Bischöfe von Passau. Sie stammten von der südöstlich bei Linz gelegenen, heute aber abgekommenen Burg Lonstorf ab. Um 1290 werden sie noch als Ritter bezeichnet, besaßen aber bereits das aktive Lehensrecht, was auf ihre besondere gesellschaftliche Stellung hinweist. Die Herrschaft Lonstorf war zwar wirtschaftlich wenig bedeutsam, dennoch gelangten die Lonstorfer im 13./14. Jahrhundert zu beträchtlichem Ansehen, Einfluss und Besitz. So kamen sie durch Heirat in den Besitz der Herrschaft Ipf und Zierberg und vermutlich auch auf diesem Weg in den Besitz von Sini(a)belkirchen bei Mank. Die Familie stirbt im Mannesstamm mit Heinrich IV., der urkundlich zwischen 1335 und 1342 erwähnt wird, bzw. mit dessen kinderlosen Onkel Ulrich II., der noch 1397 genannt wird, aus.

## Der Anfang des passauischen Ministerialengeschlechts der Lonstorfer
Die urkundlich belegbare Ahnenreihe der Herren von Lonstorf lässt sich über sechs Generationen nachweisen. Sie beginnt mit Ugo von Lonstorf, der am 14. Juli 1167 in der passauischen Feste Ebelsberg anwesend ist, als Bischof Albo(no) dem Abt Gebhart vom Stift Wilhering das Burgrecht auf einem Hof zu Ebelsberg bestätigt. Auch in weiteren Urkunden von 1174 und 1187 scheint dieser Hugo als Zeuge auf. Aufgrund von Namenstraditionen ist zu vermuten, dass er mit einer Aheimerin (Ahamerin) verheiratet war; die Ahamer waren ebenfalls Ministeriale des Bistums Passau. Zudem kann vermutet werden, dass er Vater der drei Kinder Heinrich I., Rudiger und Bertha ist. Um 1180 erscheint auch ein Chunrat von Lonstorf anlässlich der Übergabe des Gutes Eschelbach durch Engelschalk von Aurach an das Kloster Raitenhaslach zusammen mit Otto von Rohr und anderen; dessen verwandtschaftliche Beziehung zu dem Ugo ist aber ungeklärt.
Rudiger Lonstorf (Rudger de Lonstorf, Rudigerus canonicus) erscheint ab 1204 als Passauer Kanoniker in mehreren Urkunden, so in einer Mautbefreiungsurkunde für das Salzburger Domkapitel von 1212 sowie bei weiteren wichtigen Rechtsgeschäften. Ab 1244 wird er nicht mehr erwähnt, scheint also um diese Zeit verstorben zu sein.
Seine Schwester, Bertha von Lonstorf, heiratete den Salzburger Ministerialen Gerhoh VI. von Bergheim, Sohn des Vicedoms Rudiger von Salzburg und Bruder des nachmaligen Bischofs Rudiger von Chiemsee und Passau. Nach einer zu Eger ausgestellten Urkunde durch König Friedrich II. von 1213 wird festgelegt, dass die ersten beiden Söhne aus dieser Ehe an das Hochstift Salzburg fallen sollten, der dritte aber an Passau. Allerdings ist in dieser Ehe nur ein Sohn (Gerloh VIII., Stammvater der Radecker) geboren worden, sodass die Passauer leer ausgingen.
Heinrich I. setzte die Lonstorfer Linie fort. Mit ihm beginnt der Aufstieg dieser Familie in der Hierarchie der Passauer Ministerialen, wie u. a. aus der Rangfolge der Unterschriften in diversen Urkunden ablesbar ist. Er findet sich im Gefolge des Bischofs Wolfger von Erla sowie von dessen Nachfolgern, den Bischöfen Poppo, Manegold von Berg und Ulrich II. In einer Urkunde von 1204 wird er als Truchsess bezeichnet. Im hohen Alter scheint er dieses Amt wieder zurückgelegt zu haben, denn 1219 wird Walter von Tannberg (vermutlich ein Verwandter der Lonstorfer) als Inhaber genannt. Nach 1223 scheint sein Name nicht mehr auf, er dürfte also um diese Zeit verstorben sein. Heinrich war mit einer Frau unbekannter Herkunft und Namens verheiratet (eventuell eine Tannbergerin, worauf der Name des Sohnes Siboto hindeutet, der in der Familie der Tannberger üblich war). Heinrich hatte vier Söhne, Ulrich, Siboto, Arnold und Otto (der spätere Passauer Bischof), sowie drei Töchter nicht bekannten Namens.

## Blütezeit der Familie der Lonstorfer in Passau
Ulrich I. ist häufig auf Passauer Urkunden bezeugt, bereits zu Zeiten seines Vaters Heinrich, noch häufiger aber zu der Zeit, als sein Bruder Otto Bischof war. Offensichtlich konnte er auf eine hohe Wertschätzung und Vertrauenswürdigkeit zählen, denn es wurden ihm wichtige Aufgaben übertragen (etwa bei einem Streit 1230 über die Zehentgerechtsame des Klosters Garsten). Er wirkt 1247 auch als Salmann bei der Übergabe von Besitzungen an das Kloster St. Nikola. Ulrich gehörte auch zu der Reihe von Gefolgsleute (zusammen mit Hadmar von Wesen, Chunrat von Falkenstein, Ortlof von Waldeck, Walter und Pilgrim von Tannberg) des Bischofs Rudiger, welche durch Geldgaben das Bistum Passau vor dem wirtschaftlichen Zusammenbruch retteten. Deshalb ernannte der Bischof diese zu seinen Räten. Ulrich erscheint (zusammen mit seinem Bruder Siboto) als Zeuge auf vielen Urkunden des Hochstiftes. Er wird noch 1260 auf einer Urkunde genannt, begann sich aber im darauf folgenden Jahr auf sein Ableben vorzubereiten: Er übergab zu seinem Seelenheile und auch zu dem seines Vaters Heinrich und seiner Ehefrau Richza (Richenza) ein Gut in Wambach bei Ebelsberg an das Stift St. Florian. 1261 ist er auch gestorben. Der Ehe mit Richza (unbekannte Herkunft) entstammten zwei Töchter. Eine mit dem Namen Mathilt war mit dem Zelkinger Wernher von Schlierbach, die andere namens Gertraut mit Ulrich von Kapellen verheiratet. An diese beiden Frauen bzw. an deren Ehemänner gingen die Passauer Lehensgüter des Ulrich über.
Von dem Bruder Arnold sind weniger Belege erhalten. Er dürfte aber denselben hohen Rang wie seine Brüder Ulrich und Siboto eingenommen haben. Vermutlich wurde ihm die Bewirtschaftung des Stammgutes Lohnsdorf übertragen. Zusammen mit einem der Passauer Bischöfe tritt er nur auf, wenn diese Rechtsgeschäfte im Raum Linz tätigten. Er dürfte wohl um 1263 gestorben sein, denn in diesem Jahr hinterlässt er dem Kloster Wilhering bestimmte Pfründev und wählt das Kloster als seine letzte Ruhestätte.
Der bekannteste der Söhne Heinrich I. war Otto von Lonstorf, der das Amt des Passauer Bischofs von 1254 bis zu seinem Tode 1265 innehatte. Er wird 1240 erstmals urkundlich als bischöflicher Kaplan (Sekretär) erwähnt, wurde um dieselbe Zeit Kanoniker an der Domkirche in Passau und kurz darauf Archediakon von Mattsee. 1254 wird er zum Ordinarius von Passau gewählt. Er scheint eine erfolgreiche Politik zur Konsolidierung des Bistums betrieben zu haben, wozu seine Freundschaft mit König Ottokar von Böhmen beigetragen haben mag. Von ihm wurde der Codex Lonstorfianus veranlasst, eine Sammlung aller Passauer Urkunden, um Rechtsfragen auch in der „kaiserlosen, schrecklichen Zeit“ in ordnungsgemäßer Weise behandeln zu können. Auch legte er ein Passauer Urbar über den verstreuten Besitz des Bistums an. Passau scheint in der Zeit des Interregnums durch seine kluge Politik keinen nennenswerten Verlust an Hoheitsrechten und Besitztümern erlebt zu haben.
Von den drei Töchtern des Heinrich I. unbekannten Namens sei zuerst eine erwähnt, die in der ersten Hälfte des 13. Jahrhunderts den Passauer Dienstmann Hadmar von Liebenstein aus dem oberen Mühlviertel heiratete. Ihre Tochter Agnes heiratete Albero den Jüngeren von Puchheim. Ihr Onkel Otto gestand dem Paar eine reiche Mitgift zu, offensichtlich um die Puchheimer für sich zu gewinnen. Die Ehen der Kinder von Ministerialen waren also ein übliches Mittel damaliger Politik. Eine zweite Tochter ehelichte 1258 oder 1253 Otto von Traun; die Trauner waren ebenfalls bedeutende Dienstmannen des Passauer Hochstifts. Auch hier war es so, dass der Bischof die Ehe seiner Nichte Wilbirg von Traun mit dem Johann von Merswang unter der Bedingung, dass dieser sich weiterhin zu Diensten mit dem Hochstift verpflichtete, mit einer hohen Mitgift förderte. Diese Heiratspolitik war nicht nur auf die eigene Familie begrenzt, sondern der frühere Passauer Bischof Bertold hatte dem Werner von Dachsberg, der sich ebenfalls mit einer Tochter des Otto von Traun vermählte, ein ertragreiches Lehen in Aussicht gestellt, um ihn in ständiger Gefolgschaft zu halten. Die dritte Tochter des Heinrich war vermutlich mit Gerhoh VIII. aus der Ministerialenfamilie der Bergheim-Radeckerer und eventuell ein Sohn der Bertha von Lonstorf vermählt. Eine Tochter aus dieser Ehe könnte nach einer Urkunde des Klosters Raitenhaslach von 1289 Alheid geheißen haben. Auch für diese stiftete Bischof Otto eine Ehe mit seinem Gefolgsmann Heinrich von Falkenstein – wieder unter Zusage einer hohen Mitgift.
Auch in dieser dritten Generation der Lonstorfer hatte nur der Sohn Siboto des Heinrich weitere Nachkommen und setzte das Geschlecht der Lonstorfer im Mannesstamm fort. Siboto war ein ständiger Begleiter der Passauer Bischöfe und scheint in vielen Urkunden als Zeuge auf. Die älteste Urkunde, auf der er gemeinsam mit seinen Brüdern Otto und Ulrich siegelt, stammt von 1240. Auch für ihn gilt, dass er an herausgehobener Stelle siegelte, etwa als zweiter hinter dem Ortlof von Volkensdorf. Als jüngerer Bruder und enger Vertrauter des Bischofs Otto musste er mit diesem ein Wanderleben führen, um die vielen Rechtsgeschäfte zu beraten oder abzuschließen. Auch nach dem Tode des Bruders änderte sich nichts an der herausgehobenen Stellung des Sibotos im Hochstift. Auch danach ist er mit seinem neuen Herren, dem Bischof Petrus, oft auf Reisen. Sein letztes Rechtsgeschäft machte er 1275 für sich selbst, indem er dem Kloster St. Florian eine beträchtliche Stiftung vermachte. Siboto war vermutlich mit Margareth de Zierberch verehelicht. Aus dieser Ehe stammten fünf Kinder, die drei Söhne Heinrich II., Otto II. und Meinhard (so genannt nach seinem Großvater Meinhard Tröstel) sowie die beiden Töchter Elsbeth und Margareth.

## Verlagerung des Familiensitzes nach Zierberg
Siboto verfügte neben seinem Anteil am Familienvermögen über eine Reihe von Besitzungen, die an ihn durch seine Tätigkeit für das Passauer Hochstift gekommen waren. Bedeutsam war auch die Erwerbung des Ipf-Zierbergschen Eigens im Jahre 1272, das über seine Frau, die Erbtochter des Meinhard Tröstel und dessen erster Frau Kunigunde von Zierberg, an ihn gekommen war. Die Burg und Herrschaft Zierberg lag im unteren Kremstal bei Ansfelden; weiter Güter waren neben dem Traunviertel im niederösterreichischen Waldviertel um Langschlag vorhanden; dann waren da noch die Lehen in der Umgebung von Linz, die Tröstel als Passauer Lehen bekommen hatte und die nach heftigen Auseinandersetzungen mit den Traunern und den Lobensteiner an die Lonstorfer übergingen. Damit war die wirtschaftliche Situation der Lonstorfer wesentlich verbessert worden. Das wieder hatte zur Folge, dass die starken Bindungen an Passau gelockert und zu einer bloßen Formsache wurden. Nur mehr bei besonders feierlichen Anlässen (etwa der Stadtrechtsverleihung für Passau am 15. August 1299) siegeln die Lonstorfer noch auf Passauer Urkunden. Dies zeigt sich auch im Weiteren, da nun die Verheiratung der Töchter mit den angesehenen Familien in den Ländern ob und unter der Enns erfolgte und nicht mehr mit anderen Ministerialen des Hochstifts. Auch das bedeutete ein Schwächung der Beziehung zum Hochstift Passau.
Heinrich II. übernahm nach dem Tode seines Vaters die Stammbesitzungen einschließlich der Herrschaft Zierberg (s. u.).
Sein Bruder Otto II. wurde in Enns ansässig, ohne dass aber eine Erbteilung erfolgte. Er bezeugt erstmals 1281 zu St. Pölten im Gefolge des Passauer Bischofs, wobei es als „Herr“ bzw. in späteren Urkunden als „Dominus“ bezeichnet wird. In einzelnen Urkunden scheint Otto zusammen mit seinem Bruder und dessen Kindern als Zeuge auf. Otto nannte sich aufgrund seines Wohnsitzes „von Enns“, was einer Zweiteilung der Lobensteiner Linie bedeuten könnte. Er überlebte seinen Bruder und auch einige seiner Neffen, nach 1338 dürfte er verstorben sein. Otto war mit einer Frau Reitz (auch Reich = Richenza) verehelicht; diese siegelt zwischen 1303 und 1338 auf mehreren Urkunden, aber ohne dass ihre Abstammung ermittelt hätte werden könnten (eventuell eine Zelkingerin). Otto besaß auch einen Anteil an der Feste Altenhofen bei St. Valentin in Niederösterreich; dieser dürfte über seine Frau an ihn gelangt sein. Von den Kindern aus dieser Ehe ist nur ein Otto VI. von Lonstorf nachweisbar. Dieser wählte den geistlichen Stand und wurde Kanonikus, Domdechant und Propst zu Passau. Mit ihm endet dieser Zweig der Familie. Der bereits genannte Meinhard scheint nur kurz gelebt zu haben; er erscheint 1272 auf dem Verzichtsbrief der Hartneid von Traun auf das Zierberg-Ipfsche Erbe der Lonstorfer. 1283 scheint er verstorben zu sein, denn in diesem Jahr stifteten sein älterer Bruder Heinrich II. und seine Gattin Adelheid auch zum Seelenheile des Meinhards an das Kloster Wilhering.
Von den Töchtern des Sibotos verheiratete sich 1260/61 Elisabeth mit dem bereits verwitweten und betagten Alber von Zellking. Damit wollte der Bischof Otto die Zelkinger enger an das Hochstift binden, die ihrerseits Günstlinge der neuen Landesherren, den Habsburgern, waren. Elisabeth war bereits 1266 zur Witwe geworden. Dennoch führte diese Ehe zu einer Vertiefung der Beziehung zwischen den Lonstorfern und den Zelkingern, denn Wernher von Zelking auf Schlierbach, der Sohn des Albers aus der ersten Ehe, nahm die Lonstorferin Mathild, eine Tochter Ulrich I. zur Frau. In zweiter Ehe vermählte sich Elisabeth mit dem Regensburger Lehensmann Friedrich den Jüngeren von Hausegg (1265–1303). Diese Ehe blieb kinderlos und damit war das Geschlecht der Hausegger ausgestorben. Über die andere Tochter des Sibotos von Lonstorf, Margaretha, liegen widersprüchliche Traditionen vor. Vermutlich war sie 1288 aber mit Ortlof von Polheim zu Wartenburg vermählt worden.
Heinrich II. war der älteste Sohn des Siboto. Erstmals urkundet er zusammen mit seinem Vater 1263 für das Hochstift. Später tritt er nur mehr im Lande ob der Enns auf. Spätestens nach dem Tod seines Vaters ließ er sich auf der Feste Zierberg im Kremstal nieder. 1280 wird er als Heinrich von Zierberg, genannt der Lonstorfer, bezeichnet. In späteren Urkunden scheint er als „dominus“ auf. Auch aus der Reihenfolge, in der sein Name in Urkunden auftaucht (noch vor den Volkersdorfern, Starhembergern, Kapellern oder Wallseern), kann geschlossen werden, dass Dominus Hainricus de Lanstorf eine angesehene Persönlichkeit war. Letztmals tritt er 1320 in einer Urkunde auf; er dürfte kurz darauf im hohen Alter verstorben sein. Heinrich war zweimal verheiratet: Die erste Ehe mit einer Adelheid (unbekannter Herkunft) endet bereits 1283. 1287 war er mit einer Agnes verehelicht (auch über deren Abstammung sind nur Mutmaßungen vorhanden, eventuell war sie eine Tochter Konrad I. von Sumerau). Dieser Ehe entstammten drei Söhne (Heinrich III., Ulrich II. und Otto III.) und vier Töchter (Diemut, Adelheid und Kunigunde; der Name der vierten ist nicht bekannt). Auch hier ist es wieder so, dass aus dieser fünften Generation nur Heinrich III. Kinder hatte, welche die Familie fortsetzten.

## Konsolidierung als Domines und weitere Ausdehnung
Otto III. war der zweitjüngste Sohn des Heinrich II. 1312 wird er erstmals auf einer Urkunde genannt. Auch er scheint auf Zierberg gelebt zu haben. Er dürfte 1328 gestorben sein, ohne verheiratet gewesen zu sein. Ulrich II. war der jüngste Sohn des Heinrich. Er scheint zusammen mit seinem Vater auf diversen Urkunden erstmals 1317 auf und dürfte ebenfalls in Zierberg beheimatet gewesen zu sein. Er nannte sich sowohl von Zierberg wie auch von Sinabelkirchen; letztere Herrschaft ist von den Lonstorfern Anfang des 14. Jahrhunderts erworben worden. Ulrich war zweimal verheiratet, in erster Ehe mit Agnes aus dem bayerischen Geschlecht der Sonderndorfer und in zweiter Ehe mit einer Anna (aus unbekannter Familie). Kinder aus diesen Ehen sind nicht vorhanden. Sein Erbe hat seine Nichte Kunigunde von Ehrenfels (Tochter des Heinrich III.) übernommen.
Eine erste Tochter des Heinrich II. unbekannten Namens war mit Haymreich von Ror auf Leonstein verehelicht. Die weitere Tochter Diemut (bisweilen als Humilitas bezeichnet) war zwischen 1293 und 1315 Äbtissin des Frauenklosters Erla. Sie war demnach die dritte hohe geistliche Würdenträgerin dieser Familie im 13. Jahrhundert. Die Tochter Alheid war kurz nach 1298 als zweite Gattin mit Heinrich I. von Volkenstorf verehelicht. Aus dieser Ehe stammt zumindest ein Sohn namens Siboto I. (Seybot). Die vierte Tochter namens Kunigunde war mit Stephan I. von Hohenberg verehelicht. Sie wird in Urkunden zwischen 1312 und 1343 genannt.
Heinrich III. von Lonstorf erscheint auf Urkunden zwischen 1308 und 1323. Verehelicht war er mit Agnes von Scheuernberg (Scheuerbeck). Eventuell hat diese ihrem Gatten die Besitzung Sinabelkirchen bei Mank in die Ehe gebracht. Heinrich III. ist in jungen Jahren verschieden.

## Das Ende der Lonstorfer
Aus der Ehe zwischen Heinrich III. und der Agnes von Scheuernberg stammten zwei Kinder: Kunigunde, verehelicht mit Wolfhart von Ehrenfels, und Heinrich IV., verheiratet mit Adelheid von Molln. Heinrich IV. scheint keine bedeutsame Stellung in der Gesellschaft mehr eingenommen zu haben. Dazu gehört auch, dass er offensichtlich unter seinem Stand geheiratet hatte, denn die Mollner sind nur auf dem Beamtenwege für die Herzöge von Österreicher und Steyr in den Adelsstand aufgestiegen. Diese Ehe blieb offenbar kinderlos und so verschwindet die Linie der Losensteiner in der siebten Generation aus der Geschichte.
Anders ist es mit Kunigunde, die mit fünf Söhnen und einer Tochter gesegnet war. Sie vermählte sich 1345 mit dem Wolfhart von Ehrenfels. Seit dieser Zeit und dem großen Erbe Zierberg treten die Ehrenfelser im Lande ob der Enns handelnd auf. Wolfhart stand in Diensten des Bistums Bamberg. Er war Burggraf von Reichenfels und 1356 Vizedom. Bereits 1370 übernahm Kunigunde (ihr Gatte Wolfhart war 1363 verstorben) das Lonstorfer Erbe von ihrem noch lebenden Oheim Ulrich II. Die Herren von Ehrenfels stammten aus der Steiermark.
Im 16. und 17. Jahrhundert tauchen zwischen 1468 und 1655 nochmals Lonstorfer auf, und zwar ein Johann Christoph und sein Enkel Johann Philipp Persius von Lonstorf. Letzterer wirkte auch im Bereich von Linz und führte dasselbe Wappen wie die Lonstorfer. Deren Beziehung zu den hier beschriebenen Lonstorfern ist ungeklärt; es wäre möglich, dass es sich um einen nicht ebenbürtigen Zweig der Familie handelt, die nach der nicht standesgemäßen Heirat des Heinrich VI. in andere Gegenden des Reiches ausgewandert ist. Dies aber bleibt Spekulation; die Linzer Lonstorfer scheinen hingegen Ende des 14. Jahrhunderts im Mannesstamm ausgestorben zu sein.

## Stammliste
1. NN[7]
  1. Ugo (Hugo) von Lonstorf (urkundlich erwähnt ca. 1167–1187), ⚭ NN von Aheim
  2. Chunrat von Lonstorf (urk. ca. 1180) 
    1. Heinrich I. (urk. 1188–1232), Passauer Truchsess, ⚭ NN von Tannberg (ungesichert)
      1. Ulrich I. (urk. 1223–1261), ⚭ Richza von N. (urk. 1261)
        1. Gertraut (urk. 1276–1281), ⚭ Ulrich III. von Kapellen (urk. 1267–1301)
        2. Mathild (urk. 1288–1300), ⚭ Wernher von Zelking auf Schlierbach (urk. 1258–1306)

      2. Otto I., Bischof von Passau (urk. 1240–1265)
      3. Siboto (urk. 1240–1276), ⚭ Margareth von Zierberg (urk. 1263–1274)
        1. Margareth (urk. 1288), ⚭ Ortolf von Polheim (urk. 1277–1294)
        2. Heinrich II. (urk. 1263–1320), ⚭ Adelheid von N. (urk. 1283), ⚭ Agnes von Sumerau (urk. 1287–1323)
          1. Kunigunde (urk. 1312–1343), ⚭ Stephan I. von Hohenberg (urk. 1280–1325)
          2. Alheid (urk. 1305), ⚭ Heinrich I. von Volkenstorf (urk. 1275–1318)
          3. N. von Lonstorf (1315–1328), ⚭ Haymreich von Ror (urk. 1315–1328)
          4. Heinrich III. (1308–1323), ⚭ Agnes von Scheuernberg (urk. 1312–1323)
            1. Kunigunde (erw. 1397), ⚭ Wolfhart von Ehrenfels (urk. 1326–1363)
            2. Heinrich IV. (1335–1342), ⚭ Adelheid von Molln (urk. 1335–1342)

          5. Ulrich II. (urk. 1317–1397), ⚭ Agnes von Sonderndorf (urk. 1341–1352), ⚭ Anna von N. (1356)
          6. Otto III. (urk. 1312–1328)
          7. Diemut (urk. 1293–1313), Äbtissin von Erla

        3. Meinhart (urk. 1272–1283)
        4. Elsbeth (urk. 1260–1309), ⚭ Albero von Zelking (urk. 1238–1266), ⚭ Friedrich von Hausegg (urk. 1260–1303)
        5. Otto II. (urk. 1281–1338), ⚭ Reitz von N.
          1. Otto IV. (urk. 1327–1353), Propst zu Passau

      4. Arnold (urk. 1230–1263)
      5. Tochter N. von Lonstorf, ⚭ Gerhoh VIII. von Radeck (urk. 1255–1260)
        1. Adelheid (urk. 1259), ⚭ Heinrich von Falkenstein (urk. 1255–1268)

      6. Tochter N. von Lonstorf, ⚭ Hadmar von Liebenstein (urk. 1258–1279)
        1. Agnes (urk. 1258–1301), ⚭ Albero von Puchhein (urk. 1242–1303)

      7. Tochter N. von Lonstorf, ⚭ Otto I. von Traun (urk. 1230–1276)
        1. Tochter N. von Traun (urk. 1253), ⚭ Wernhard von Dachsberg (urk. 1253–1292)
        2. Wilbirg (urk. 1258), ⚭ Johann von Merswang (urk. 1252–1282)

    2. Rudiger (urk. 1204–1244), Passauer Kanonikus
    3. Bertha (urk. 1213), ⚭ Gerhoh VI. von Bergheim (urk. 1198–1242)

## Persönlichkeiten
- Otto von Lonsdorf, Bischof von Passau (1254–1265) und Verfasser des Codex Lonsdorfianus